# Isle au Haut
Isle au Haut – miasto w Stanach Zjednoczonych, w stanie Maine, w hrabstwie Knox.